# Florence MacDonald

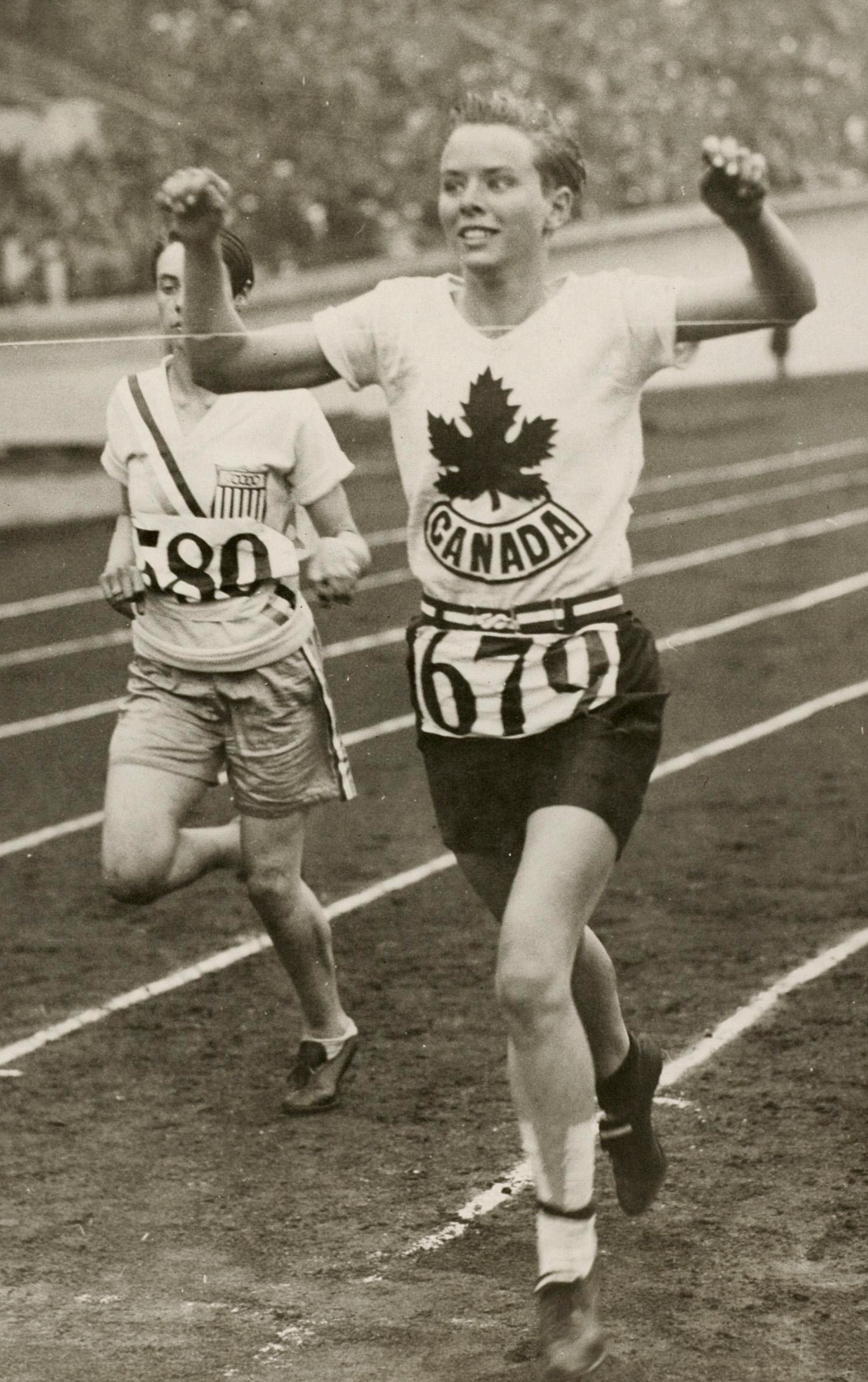
Florence MacDonald (links) hinter Jean Thompson bei den Olympischen Spielen 1928

Florence MacDonald (verheiratete Campbell; * 27. Oktober 1909 in Sydney, Nova Scotia; † 6. Mai 2008 in Milton, Massachusetts) war eine US-amerikanische Mittelstreckenläuferin.
Bei den Olympischen Spielen 1928 in Amsterdam wurde sie über 800 m mit dem nationalen Rekord von 2:22,6 min Sechste.